# Urotrichidae
Famille
Synonymes
- Bursellopsidae

Les Urotrichidae sont une famille de Ciliés de l'ordre des Prostomatida (classe des Prostomatea).

## Étymologie
Le nom de la famille vient du genre type Urotricha, dérivé du grec ancien οὐρά / ourá, « queue », et de θριξ / thrix), « cheveu, poil, soie, cil ».

## Description
Les Urotrichidae ont une taille petite (80-200 µm) à grande (>200 µm). Leur forme est ovoïde à cylindroïde. Ils vivent en nage libre. Leur ciliation somatique se compose de deux parties : un quart à un tiers postérieur du corps étant non cilié, le reste du corps étant uniformément cilié. Ils ont des cils caudaux typiques ; une brosse composée de deux ou trois unités, à l'extérieur des dicinéties circumorales ; laquelle brosse est assez allongée chez le genre Longifragma. Leur région orale apicale à subapicale, peut être assez étendue, presque en forme de cavité. Leur macronoyau est globulaire à ellipsoïde allongé. Micronoyau et vacuole contractile sont présents. Le cytoprocte n’a pas été observé. Ils se nourrissent de bactéries, de microalgues et d'autres protistes plus petits.

## Habitat
Les Urotrichidae vivent en milieu marin et en eau douce. Ils sont souvent planctoniques.

## Liste des genres
Selon GBIF (4 septembre 2024) :
- Dissothigma Jankowski, 1976
- Longifragma Foissner, 1984
- Rhagadostoma Kahl, 1926
- Rhagdostoma Kahl, 1926
- Urotricha Claparède & Lachmann, 1959 genre type
  - Espèce type : Urotricha farcta Claparède & Lachmann, 1959

Selon Lynn (2010) :
- Bursellopsis Corliss, 1960
  - Espèce type : Bursellopsis spumosa (Schmidt, 1920) Corliss, 1960[3]
- Dissothigma Jankowski, 1976
- Longifragma Foissner, 1984
- Longitricha Gajewskaja, 1933
- Rhagadostoma Kahl, 1926
- Urotricha Claparède & Lachmann, 1859  genre type

Genres Incertae sedis dans la classe des Prostomatea :
- Amphibothrella Grandori & Grandori, 1934
- Peridion Vuxanovici, 1962
- Peridionella Vuxanovici, 1963

## Systématique
Le nom valide de ce taxon est Urotrichidae Small & Lynn, 1985.